# Baturuyuk
Baturuyuk is een bestuurslaag in het regentschap Majalengka van de provincie West-Java, Indonesië. Baturuyuk telt 5544 inwoners (volkstelling 2010).